# Roger Chudeau
Pour les articles homonymes, voir Chudeau.
Roger Chudeau, né le 28 septembre 1949 à Berlin, est un haut fonctionnaire et homme politique français.
Membre de plusieurs partis de droite (RPR, UMP, LR) entre 1988 et 2017, il est conseiller au sein des cabinets de Gilles de Robien, ministre de l'Éducation nationale, de 2005 à 2007, puis de François Fillon, alors Premier ministre, de 2007 à 2008.
En 2021, il se rapproche du Rassemblement national et devient spécialiste des questions d'éducation pour le parti d'extrême droite. Député dans la deuxième circonscription de Loir-et-Cher depuis les élections législatives de 2022, il siège au sein du groupe RN et de la commission des Affaires culturelles et de l'Éducation de l'Assemblée nationale.

## Famille et carrière professionnelle
Roger Chudeau naît le 28 septembre 1949 à Berlin. Fils de fonctionnaires du ministère des Affaires étrangères, catholique, il est marié et père de deux enfants. Il vit à Nouan-le-Fuzelier, dans le département de Loir-et-Cher,.
Agrégé d'allemand, il enseigne pendant dix ans en outre-mer, en Côte d'Ivoire et à Madagascar avant de revenir en métropole. Il devient ensuite principal de collège, proviseur de lycée, inspecteur d'académie de 1995 à 2004 (notamment dans la Manche et l'Essonne,) puis inspecteur général de l'Éducation nationale. Il collabore également au cabinet de Gilles de Robien, ministre de l'Éducation nationale, entre 2005 et 2007. En 2008, il est nommé directeur de l'encadrement du ministère de l'Éducation nationale et du ministère de l'Enseignement supérieur et de la Recherche. Mediapart souligne que, dans ces différentes fonctions, Roger Chudeau défend des positions « conservatrices » et affiche un « mépris des syndicats », marquant ses pairs par « sa raideur » et « une idée très autoritariste de la relation hiérarchique ».

## Proche de François Fillon
Se présentant lui-même comme « gaulliste » et « souverainiste à la sensibilité sociale », Roger Chudeau adhère au RPR en 1988,. Alors principal de collège dans la Sarthe, il se rapproche de François Fillon, élu du département depuis 1981. Il intègre son cabinet lorsque celui-ci est nommé Premier ministre en 2007, en tant que conseiller technique chargé de l'éducation,,, poste qu'il occupe jusqu'à sa nomination à la direction de l'encadrement l'année suivante.
Lors des élections municipales de 2014, il mène une liste à La Ferté-Imbault, mais n'est pas élu.
Membre de l'UMP puis de LR,, il s'implique dans la campagne de François Fillon pour la primaire ouverte de la droite et du centre de 2016 en devenant son référent en Loir-et-Cher, : « L'ampleur du succès de François Fillon est une surprise, mais je sentais venir cette lame de fond sur le terrain. Il y avait un décalage entre la médiasphère, les sondages, et le pays réel. »
Déçu par la défaite à l'élection présidentielle de 2017 de l'ancien Premier ministre qu'il soutenait, il s'éloigne temporairement de la vie politique,, : « J'ai assisté au lâchage et au lynchage de Fillon de la part de Sarkozy, Juppé ou Le Maire. J'ai abandonné ces gens-là car ils ont abandonné leurs valeurs et qu'ils ont fait passer leurs intérêts personnels avant ceux du pays. »

## Rapprochement du Rassemblement national (2021)
En 2018, il est recruté par Marion Maréchal pour intégrer le conseil scientifique de l'Institut des sciences sociales, économiques et politiques (ISSEP), une école privée qu'elle a fondée à Lyon. Il se rapproche du Rassemblement national en 2021 et devient membre du club « Les Horaces » (groupe de travail préparant le programme de Marine Le Pen pour l'élection présidentielle de 2022) ; il y est notamment chargé du projet éducatif,. Son ralliement est considéré par Hadrien Brachet de Marianne comme « une aubaine pour le RN dans son entreprise de crédibilisation », estimant que Roger Chudeau « incarne à lui seul la tentative du RN de se positionner sur le créneau de l'école républicaine, historiquement pas franchement la tasse de thé du parti de Jean-Marie Le Pen ».

## Député de Loir-et-Cher (depuis 2022)

### Élections
Lors des élections législatives de 2022, il est candidat sous l'étiquette RN dans la deuxième circonscription de Loir-et-Cher, précédemment détenue par Guillaume Peltier et perçue comme « la plus gagnable du département » pour l'extrême droite. Arrivé en tête au premier tour, il est élu député au second tour avec 51,07 % des voix. Élu dans un contexte de recomposition de la droite en France, Roger Chudeau est le premier député RN de Loir-et-Cher.
Alors que son mandat est écourté le 9 juin 2024 en raison d'une dissolution parlementaire décidée par Emmanuel Macron, Roger Chudeau se représente aux élections législatives anticipées dans la même circonscription et est réélu au second tour avec 52,24 % des voix, après avoir frôlé la victoire au premier tour.

### Exercice du mandat
À l'Assemblée nationale, Roger Chudeau siège au sein du groupe RN et est membre de la commission des Affaires culturelles et de l'Éducation. Il exerce également les fonctions de secrétaire de l'Assemblée parlementaire franco-allemande. Lors de son arrivée au Palais-Bourbon, il déclare vouloir agir en priorité sur deux thèmes : la défense de la chasse, étant lui-même chasseur « depuis toujours », et la lutte contre la désertification médicale qui touche la Sologne.
Dans les mois qui suivent son élection, il présente trois propositions de loi, toutes en rapport avec l'éducation : l'une visant à instaurer l'uniforme obligatoire pour les élèves à l'école élémentaire et au collège (rejetée à six voix près), une autre pour faciliter l'école à la maison et la dernière visant à interdire le port du voile par les femmes qui accompagnent des sorties ou des voyages scolaires. Fin 2022, il prend la présidence d'une mission d'information parlementaire sur l'éducation prioritaire. Sa connaissance des questions scolaires lui vaut les surnoms de « Monsieur Éducation » ou de « Monsieur École » du RN,,.
Roger Chudeau défend notamment la restauration de l'autorité, l'interdiction des téléphones portables dans les établissements scolaires et la suppression du collège unique. En avril 2023, il fonde, avec le député européen Philippe Olivier, l'Association des parlementaires contre le wokisme.
Actif au sein de sa commission, Roger Chudeau y gagne la reconnaissance de parlementaires de tous bords pour sa maîtrise des dossiers. Il s'attache par ailleurs à rallier au RN une partie du vote des enseignants, traditionnellement acquis à la gauche, en citant par exemple Jean Zay dans ses interventions ou en abordant des sujets tels que la laïcité et la sécurité dans les écoles,. Roger Chudeau entretient également une visibilité en ligne grâce à sa chaîne YouTube, sur laquelle il s'érige en opposant aux différents ministres de l'Éducation nationale ; il y anime une série d'épisodes de décryptage des réformes éducatives intitulée La Minute de l'anti-Pap, en référence à Pap Ndiaye, et diffuse des vidéos représentant Gabriel Attal avec un bonnet d'âne ou se moquant de Nicole Belloubet.
En septembre 2023, il se fait remarquer par son opposition aux syndicats d'enseignants lors d'une table ronde sur la rentrée scolaire. En réponse à l'élu, qui dénonce « l'aigreur des propos tenus » par les représentants syndicaux et qualifie leurs prises de parole de « ridicules » et « totalement déplacées », ceux-ci quittent prématurément la réunion. Par la suite, les syndicats refusent de participer à une mission d'information sur le recrutement et la formation des enseignants présidée par Roger Chudeau.
Dans le même temps, il se montre très discret dans sa circonscription ; selon Mediapart, « Roger Chudeau s'y est surtout construit un réseau politique ». Il installe sa permanence parlementaire à Salbris et s'appuie notamment sur le maire LR de la commune, Alexandre Avril, partisan du « rassemblement des droites », pour implanter une « base identitaire » en Sologne. Mediapart indique que les deux hommes, qui se sont connus en 2017 dans l'équipe de campagne de François Fillon, « donnent le sentiment d'avoir théorisé et mis en œuvre, dans leur coin et en sous-main, la fusion des droites avant l'heure » en permettant à Roger Chudeau d'obtenir le soutien implicite de plusieurs élus LR. Le député assume sa « présence discrète » sur son territoire et revendique sa priorité pour les bancs de l'Assemblée nationale, où il figure parmi les élus les plus assidus, se qualifiant « davantage comme un pédagogue de la politique que comme un acteur de la politique locale ».

## Prise de position et polémique
En 2024, en campagne pour refuser les « emplois ministériels » à des Français possédant une autre nationalité, il déclare à propos de Najat Vallaud-Belkacem qu'elle n'aurait pas dû être ministre, étant donné sa double nationalité franco-marocaine, et réitère une fausse information, déjà démentie, affirmant que l'ancienne ministre de l'Éducation nationale aurait voulu instituer des cours d'arabe au CP. Alors que Roger Chudeau apparaît comme un candidat crédible au ministère de l'Éducation nationale en cas de victoire du RN, ces propos sont jugés racistes et provoquent une vague d'indignation, y compris du président de la République Emmanuel Macron. La polémique amène Marine Le Pen à désavouer cette prise de position, la qualifiant d'« opinion personnelle » de Roger Chudeau,. Le député de Loir-et-Cher présente finalement ses excuses, affirmant qu'il n'a « pas voulu offenser la personne de la ministre Vallaud-Belkacem » mais qu'il a « critiqué sa politique éducative ».

## Décorations
Roger Chudeau est nommé au grade de chevalier dans l'ordre national de la Légion d'honneur le 10 avril 2009 au titre de « directeur de l'encadrement au ministère ; 37 ans de services civils et militaires ».
Le 14 novembre 2002, il est nommé au grade de chevalier dans l'ordre national du Mérite au titre de « inspecteur d'académie, directeur des services départementaux de l'éducation nationale ; 31 ans de services civils et militaires ».
Le 22 juin 2009, il est promu au grade de commandeur dans l'ordre des Palmes académiques.

## Synthèse des résultats électoraux

### Élections législatives
| Année | Parti  | Parti | Circonscription    | Premier tour | Premier tour | Premier tour | Second tour | Second tour | Second tour | Issue |
| Année | Parti  | Parti | Circonscription    | Voix         | %            | Rang         | Voix        | %           | Rang        | Issue |
| ----- | ------ | ----- | ------------------ | ------------ | ------------ | ------------ | ----------- | ----------- | ----------- | ----- |
| 2022  |        | RN    | 2e de Loir-et-Cher | 9 493        | 24,04        | 1er          | 18 107      | 51,07       | 1er         | Élu   |
| 2024  | 25 611 | RN    | 2e de Loir-et-Cher | 49,72        | 1er          | 27 188       | 52,24       | 1er         | Élu         |       |

### Élections municipales
| Année | Commune          | Premier/unique tour | Premier/unique tour | Premier/unique tour | Commentaire         | Issue   |
| Année | Commune          | Voix                | %                   | Rang                | Commentaire         | Issue   |
| ----- | ---------------- | ------------------- | ------------------- | ------------------- | ------------------- | ------- |
| 2014  | La Ferté-Imbault | 275                 | 45,68               | 20e                 | Scrutin majoritaire | Non élu |

## Publication
- Comment faire de l'École publique un rempart contre l'islamisme ? (essai), Quid Novi, 2021, 60 p. (ISBN 978-2-38319-002-8).